# La Parra (Badajoz)
La Parra je španělská obec situovaná v provincii Badajoz (autonomní společenství Extremadura).

## Poloha
Obec se nachází 59 km od města Badajoz v hornaté oblasti porostlé olivovníky, duby a menšími křovinami v okrese Zafra - Río Bodión a soudním okrese Zafra. Nachází se zde barokní kostel Nanebevzetí Panny Marie (Nuestra Señora de la Asunción).

## Historie
V roce 1834 se obec stává součástí soudního okresu Zafra. V roce 1842 čítala obec 310 usedlostí a 1160 obyvatel.

## Odkazy

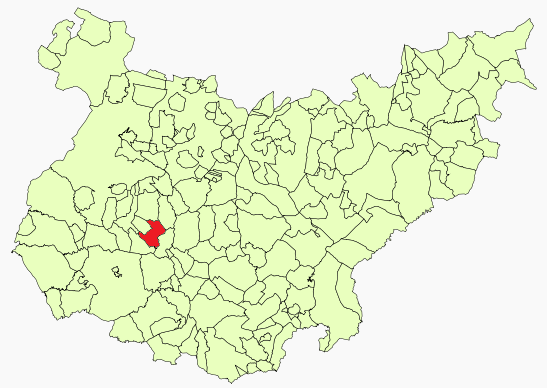
Poloha obce v provincii Badajoz

## Demografie
| Populace obce La Parra z let (1842–2010) | Populace obce La Parra z let (1842–2010) | Populace obce La Parra z let (1842–2010) | Populace obce La Parra z let (1842–2010) | Populace obce La Parra z let (1842–2010) | Populace obce La Parra z let (1842–2010) | Populace obce La Parra z let (1842–2010) | Populace obce La Parra z let (1842–2010) | Populace obce La Parra z let (1842–2010) | Populace obce La Parra z let (1842–2010) | Populace obce La Parra z let (1842–2010) | Populace obce La Parra z let (1842–2010) | Populace obce La Parra z let (1842–2010) | Populace obce La Parra z let (1842–2010) | Populace obce La Parra z let (1842–2010) | Populace obce La Parra z let (1842–2010) | Populace obce La Parra z let (1842–2010) | Populace obce La Parra z let (1842–2010) |
| ---------------------------------------- | ---------------------------------------- | ---------------------------------------- | ---------------------------------------- | ---------------------------------------- | ---------------------------------------- | ---------------------------------------- | ---------------------------------------- | ---------------------------------------- | ---------------------------------------- | ---------------------------------------- | ---------------------------------------- | ---------------------------------------- | ---------------------------------------- | ---------------------------------------- | ---------------------------------------- | ---------------------------------------- | ---------------------------------------- |
| 1842                                     | 1857                                     | 1860                                     | 1877                                     | 1887                                     | 1897                                     | 1900                                     | 1910                                     | 1920                                     | 1930                                     | 1940                                     | 1950                                     | 1960                                     | 1970                                     | 1981                                     | 1991                                     | 2001                                     | 2010                                     |
| 1 160                                    | 1 500                                    | 1 541                                    | 1 621                                    | 1 594                                    | 1 696                                    | 1 772                                    | 1 922                                    | 1 926                                    | 2 082                                    | 2 087                                    | 2 004                                    | 2 056                                    | 1 769                                    | 1 324                                    | 1 023                                    | 1 409                                    | 1 393                                    |